# Francesco Castiglione
Francesco Castiglione (Böblingen, 16 giugno 1982) è un attore italiano.

## Biografia
Nato in Germania da genitori siciliani, si trasferisce nel 1992 in Sicilia, a Mirabella Imbaccari, dove ha proseguito gli studi fino all'anno del diploma. I primi passi della sua formazione risalgono ad un corso di teatro diretto da Lucia Sardo e Marcello Cappelli; da loro riceve lo stimolo a trasferirsi a Roma nel 2002 a soli diciannove anni, dove vince una borsa di studio all'Accademia dello spettacolo teatro del sogno diretta da Anna Mazzamauro e, successivamente, ha frequentato l'Accademia europea del teatro e dello Spettacolo diretta dal regista Luciano Bottaro e vari laboratori, tra cui quello con Giancarlo Sepe e Oreste Lionello. Altrettanto prezioso, si è rivelato l'insegnamento di Gianni Nardoni con cui, nel 2005, ha fatto il suo debutto presso il teatro dei Satiri di Roma. Nel 2008 con L'altra metà del niente diretta da Francisco E.R Villarusso, ha vinto il premio delle muse come Migliore attore protagonista. Da lì una serie ininterrotta di spettacoli, tra gli ultimi vediamo Ricordami dietro una foglia, Un cappello pieno di pioggia con la regia di Alessandro Carvaruso, Libertà tra musica e parole ideato dallo stesso Castiglione con la regia di Marco Simeoli. Dal 2007 oltre al teatro lo si vede in cortometraggi, cinema e televisione tra cui Dòn (2007) e La fabbrica dei volti noti (2011), regia di Riccardo Papa premiati sia in Italia che in Europa. Nel 2011 è stato protagonista del film Cruel Tango diretto da Salvatore Metastasio, presentato al Fantafestival di Roma del 2012. Al cinema lo vediamo né I fiori del male (2014), regia di Claver Salizzato e Shades of truth (2014) film internazionale con Christopher Lambert e Gedeon Burkhard, regia di Liana Marabini. Ha interpretato vari ruoli nelle serie: Che Dio ci aiuti 3, Sotto copertura, L'isola di Pietro 3. Dalla decima stagione è entrato nel cast di Don Matteo con il ruolo dell'appuntato Barba. È stato Gunther nella quarta e quinta stagione di Un passo dal cielo. Nel 2018 è protagonista del film Il precursore diretto da Omar Pesenti, dove ha interpretato San Giovanni Battista. Nel 2021 è protagonista del film The Iron Pope diretto da Omar Pesenti dove ha interpretato il ruolo del Papa Sisto V.

## Filmografia

### Cinema
- Memoria perduta, regia di Simona Bonaccorso (2008)
- Cruel Tango, regia di Salvatore Metastasio (2011)
- Shades of Truth - con Christopher Lambert - regia di Liana Marabini (2014)
- I fiori del male, regia di Claver Salizzato (2015)
- Mothers, regia di Liana Marabini (2016)
- Il Precursore, regia di Omar Pesenti (2018)
- The Iron Pope, regia Omar Pesenti (2022)

### Televisione
- Raccontami 2, regia di Riccardo Donna e Tiziana Aristarco – serie TV (2008)
- Tutti pazzi per amore 3, regia di Laura Muscardin – serie TV (2012)
- Le tre rose di Eva 2, regia di Raffaele Mertes – serie TV (2013)
- Don Matteo – serie TV (2013-in corso)
- Che Dio ci aiuti, regia di Francesco Vicario – serie TV (2014-2018)
- Un passo dal cielo – serie TV (2015)
- Sotto copertura, regia di Giulio Manfredonia – serie TV (2015)
- I Medici, regia di Sergio Mimica-Gezzan – serie TV (2015)
- The Bunker, regia di Andrés Arce Maldonado – serie TV (2019)
- L'isola di Pietro 3, regia di Alexis Sweet e Luca Brignone – serie TV (2019)
- Giorgio Ambrosoli - Il prezzo del coraggio, regia Alessandro Celli – film TV (2019)
- Doc - Nelle tue mani, regia di Jan Michelini – serie TV (2020)
- Incastrati 2, regia di Ficarra e Picone – serie TV (2023)
- Vanina - Un vicequestore a Catania, regia di Davide Marengo – serie TV, episodio 1x01 (2024)

### Cortometraggi
- Homo Homini Lupus, regia di Simona Bonaccorso (2007)
- Dón, regia di Riccardo Papa (2007)
- Waiting for Solozzo, regia di Michele Salvezza (2008)
- Dies Irae, regia di Nino Cramarossa (2008)
- Che sballo, regia di Maurizio Di Cesare (2009)
- Aurum, regia di Salvatore Metastasio (2009)
- L'abito da sposa, regia di Nino Cramarossa (2010)
- Festa di compleanno, regia di Nino Cramarossa (2011)
- La fabbrica dei volti noti, regia di Riccardo Papa (2011)
- Le scelte del destino, regia di Eva Gentili (2011)
- Tre binari, regia di Papa Luciani (2011)
- Lo sconosciuto, regia di Raffaele Del Cimmuto (2011)
- Hertz, regia di Riccardo Papa (2011)
- La stella cadente, regia di Nino Cramarossa (2011)
- La Madonna del divino amore, regia di Nino Cramarossa (2012)
- Non uscirai vivo da questo mondo, regia di Riccardo Papa (2014)
- L'ultima torre, regia di Riccardo Papa (2016)
- La Belva, regia di Alessio De Leonardis (2019)

## Teatro
- Non gridate più, regia di Anna Chiara Giordani (2003)
- Romeo e Giulietta, regia di Lilly Palmili (2005)
- Odissea, regia di Giovanni Nardoni (2005)
- Angeli carezze d'aria, regia di Annarita Luongo (2006)
- Refugees, regia di Ugo Bentivegna (2006)
- Sogno di una notte di mezza estate, regia di Luciano Bottaro (2006)
- Iliade, regia di Giovanni Nardoni (2006)
- La casa di Bernardo Alba, regia di E. Petroni (2006)
- E…scopazzo…aspettando..godo, regia di Francisco E.R. Villarusso (2007)
- Terra Madre, regia di Annarita Luongo (2007)
- Metamorfosi, regia di Luciano Bottaro (2007)
- Una notte di un sabato sera, regia di Marco Grisafi (2007)
- L'importanza di chiamarsi Ernest, regia di Danilo Canzanella (2007)
- L'altra metà del niente, regia di Francisco E.R. Villarusso (2008)
- Io Pirandello, regia di Gennaro Colangelo (2009)
- Blitz Moliere, regia di Fabio Lionello (2009)
- Un simposio Oraziano, regia di Gennaro Colangelo (2009)
- Na storia de borgata, regia di Gianni Quinto (2009)
- Napoli sussurri e grida con Mario Scaccia, regia di Gennaro Colangelo (2010)
- L'ombra di Ares, regia di Gennaro Colangelo (2010)
- Napoli è 'na parola, regia di Marco Simeoli (2010)
- Titolo da definire, regia di Marco Simeoli (2010)
- Antigone, regia di Luciano Bottaro (2011)
- In alto mare, regia di Pietro Dattola (2011)
- Uccelli in gabbia, regia di Marco Simeoli (2012)
- Libertà tra musica e parole, regia di Marco Simeoli (2013-2018)
- Maestri di scacchi, regia di Alessandro Carvaruso (2014)
- Il Gabbiotto, regia di Alessandro Carvaruso (2014)
- Gloria, regia di Alessandro Carvaruso (2014)
- Via Crucis, regia di Francesco Perri (2015)
- Edith Piaf, regia di Sonia Nifosi (2015)
- Ricordami dietro una foglia, regia di Alessandro Carvaruso (2016)
- Francesco De Paula: l'Opera con Renato Campese, regia di Marco Simeoli (2016-2018)
- Un cappello pieno di pioggia, di Michael V. Gazzo, regia di Alessandro Carvaruso (2016)
- I buffoni di Dio, regia di Alessandro Carvaruso (2019)

## Discografia
- 2017 – Dentro, testo e musica di Francesco Perri

## Riconoscimenti
- 2008 – Premio delle Muse per il Miglior attore protagonista